# Рамкова конвенція про охорону та сталий розвиток Карпат
Рамкова конвенція про охорону та сталий розвиток Карпат (Карпатська конвенція) — міжнародний договір, учасниками якого є сім країн Центральної та Східної Європи (Чехія, Угорщина, Польща, Румунія, Сербія, Словаччина та Україна). Конвенція прийнята 22 травня 2003 року в Києві.
Конвенція є другою субрегіональною угодою щодо захисту гірських районів по всьому світі.
З 2004 року тимчасовий секретаріат Карпатської конвенції перебуває у компетенції Програми ООН із захисту довкілля у Відні та приймається Австрійською Республікою.

## Керівні органи
Конференція сторін — головний директивний орган конвенції, що складається з представників високого рівня держав-членів конвенції. Серед іншого, конференція сторін:
- відповідає за прийняття протоколів та поправок до конвенції;
- для створення допоміжних органів конвенції ухвалює програму роботи та фінансовий бюджет;
- розглядає і підтримує здійснення конвенції та протоколів до неї.

Сесії конференції сторін проводяться раз на три роки.

## Ратифікація в Україні
Конвенція ратифікована Законом України «Про ратифікацію Рамкової конвенції про охорону та сталий розвиток Карпат», 7 квітня 2004 року, N 1672-IV